# زقزاق مشرقي
زقزاق مشرقي (الاسم العلمي:Charadrius veredus) هو نوع من الطيور يتبع جنس الزقزاق من فصيلة الزقزاقية.